# مستعمره خودگردان
مستعمره خودگردان  به نوعی از حکومت گفته می‌شود که مستعمره برای بسیاری از موارد بدون نیاز به مشورت با دولت استعمارگر می‌تواند به صورت خودمختار عمل کند و به صورت محلی تصمیم‌گیری کند.